# Astor (Fluss)
Der Astor ist ein etwa 123 km langer linker Nebenfluss des Indus im Süden des pakistanischen Sonderterritoriums Gilgit-Baltistan. Auf den oberen 30 Kilometern bis zur Einmündung des Kalapani von links heißt der Fluss Ranlak.

## Verlauf
Der Astor entspringt 5 km nordnordwestlich von Minimarg auf einer Höhe von 4200 m im westlichen Himalaya. Der Fluss strömt in überwiegend nördlicher Richtung. Er entwässert dabei die Süd- und Ostflanke des Nanga-Parbat-Massivs sowie den Westen der Deosai-Hochfläche. Bei Rattu trifft der Mir Malik Gah, bei Parjot der Rupal Gah auf den Astor, beide von links. Bei der Ortschaft Gorikot mündet der Das Khirim Gah rechtsseitig in den Astor. Der Astor passiert kurz darauf das Verwaltungszentrum des Astor-Flusstals (engl. Astor Valley), Astore. Der Astor fließt noch weitere 40 km in nördlicher Richtung bis zu seiner Mündung in den Indus, 12 km südlich der Stadt Juglot. Die Astor Valley Road verläuft entlang dem Das Khirim Gah und dem Unterlauf des Astor. Das Einzugsgebiet des Astor ist deckungsgleich mit dem Astore-Distrikt und umfasst 5092 km².